# Da Game Is to Be Sold, Not to Be Told
Albums de Snoop Dogg
Tha Doggfather
(1996) No Limit Top Dogg
(1999)
Singles
1. Still a G Thang
Sortie : 3 juillet 1998
2. Woof
Sortie : 26 octobre 1998

Da Game Is to Be Sold, Not to Be Told est le troisième album studio de Snoop Dogg, sorti le 4 août 1998.
Cet opus est le premier publié sur le label No Limit Records de Master P. Snoop Dogg avait en effet quitté Death Row Records à la suite de problèmes avec le président du label, Suge Knight.
L'album débute directement à la 1re place du Billboard 200 avec 519 000 albums vendus et se classe également 1er au Top R&B/Hip-Hop Albums. Il a été certifié double disque de platine par la Recording Industry Association of America (RIAA) le 22 octobre 1998.

## Liste des titres
| No  | Titre | Auteur | Contient un (des) sample(s) de | Durée |
| --- | --- | --- | --- | ----- |
| 1.  | Snoop World (featuring Master P – Produit par KLC)                                                         | C. Broadus, P. Miller, C.S. Lawson | | 5:20  |
| 2.  | Slow Down (featuring Mia X, O'Dell et Anita Thomas – Produit par O'Dell)                                   | C. Broadus, M. Young, O. Vickers, A. Thomas, J. Eugene, C. McIntosh, S. Nichol | | 4:10  |
| 3.  | Woof! (featuring Fiend et Mystikal – Produit par Craig B et Master P)                                      | C. Broadus, R. Jones, M. Tyler, C. Bazile, P. Miller, G. Clinton Jr. | Atomic Dog de George Clinton | 4:22  |
| 4.  | Gin & Juice II (Produit par Carlos Stephens)                                                               | C. Broadus, C. Stephens | | 3:36  |
| 5.  | Show Me Love (featuring Charlie Wilson – Produit par DJ Pooh)                                              | C. Broadus, C. Wilson, M. Jordan | Slow & Easy de Zapp | 3:53  |
| 6.  | Hustle & Ball (Produit par O'Dell)                                                                         | C. Broadus, O. Vickers | | 3:26  |
| 7.  | Don't Let Go (Produit par DJ Darryl)                                                                       | C. Broadus, D. Anderson | Midnite Love de Snoop Dogg | 3:47  |
| 8.  | Tru Tank Doggs (featuring Mystikal – Produit par KLC)                                                      | C. Broadus, M. Tyler, C.S. Lawson | Get Cha Mind Right de Mystikal et KLC Hustle & Ball de Snoop Dogg                                                                                            | 3:55  |
| 9.  | Whatcha Gon Do? (featuring Master P – Produit par Master P)                                                | C. Broadus, P. Miller | | 2:37  |
| 10. | Still a G Thang (Produit par Meech Wells et Master P)                                                      | C. Broadus, M. Wells | The Message de Grandmaster Flash and The Furious Five featuring Grandmaster Melle Mel et Duke Bootee Nuthin' but a 'G' Thang de Dr. Dre featuring Snoop Dogg | 4:20  |
| 11. | 20 Dollars to My Name (featuring Fiend, Master P, Silkk the Shocker et Soulja Slim – Produit par Master P) | C. Broadus, R. Jones, P. Miller, V. Miller, J. Tapp | | 4:09  |
| 12. | D.O.G.'s Get Lonely 2 (featuring Jon B – Produit par Meech Wells et Snoop Dogg)                            | C. Broadus, T. Kelley, B. Robinson, J.D. Buck, M. Wells | They Don't Know de Jon B | 3:15  |
| 13. | Ain't Nut'in Personal (featuring C-Murder, Silkk the Shocker et Crooked Eye – Produit par Craig B)         | C. Broadus, C. Miller, A. Sausa, V. Miller, C. Bazile | | 3:37  |
| 14. | Dogg Pound Gangsta (featuring C-Murder et Eddie Griffin – Produit par Craig B)                             | C. Broadus, C. Miller, E. Griffin, C. Bazile, S. Arrington, L. Bonner, C.C. Carter, B. Hank, O. Jackson, R. Middlebrooks, W. Morrison, B. Napier, A. Noland, R. Parker, L. Patterson, M. Pierce, G. Webster, E. Wright, A. Young | | 4:53  |
| 15. | Game of Life (featuring Steady Mobb'n – Produit par Carlos Stephens)                                       | C. Broadus, A. Sausa, C. Stephens | Five Minutes of Funk de Whodini | 3:52  |
| 16. | See Ya When I Get There (featuring C-Murder et Mystikal – Produit par Keith Clizark et Meech Wells)        | C. Broadus, C. Miller, M. Tyler, K. Clizark, M. Wells | | 3:20  |
| 17. | Pay for Pussy (featuring Big Pimpin' – Produit par Snoop Dogg)                                             | C. Broadus, D. Williams | | 1:43  |
| 18. | Picture This (featuring Mia X – Produit par Craig B)                                                       | C. Broadus, M. Young, C. Bazile | | 2:31  |
| 19. | Doggz Gonna Get Ya (featuring Mac – Produit par KLC)                                                       | C. Broadus, M. Phipps, C.S. Lawson, A. Colandreo, L. Parker | Atomic Dog de George Clinton | 4:59  |
| 20. | Hoes, Money & Clout (Produit par Soopafly)                                                                 | C. Broadus, P. Brooks | | 3:21  |
| 21. | Get Bout It & Rowdy (featuring Master P – Produit par KLC)                                                 | C. Broadus, P. Miller, C.S. Lawson | Slow & Easy de Zapp I'm Bout' It, Bout It de TRU | 4:22  |